# تغاير (إحصاء)

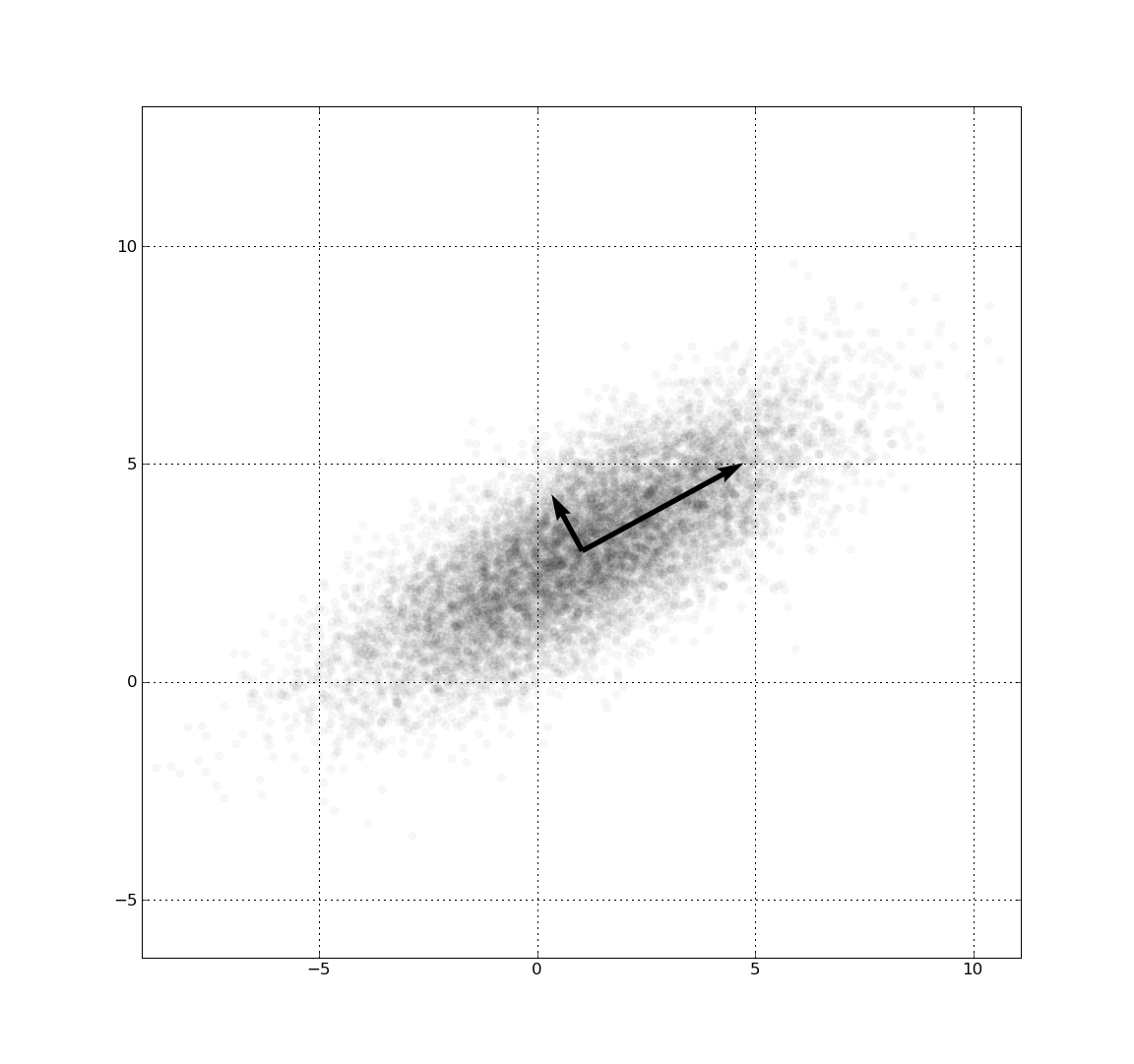

في نظرية الاحتمالات والإحصاء، التغاير (بالإنجليزية: Covariance)‏ هو مقياس لكمية تغيير متغيرين مع بعضهما (التباين هو حالة خاصة من التغاير؛ يسمى التغاير تباينا عندما يكون المتغيران متساويين).
تكون قيمة التغاير موجبة عندما يتغير متغيران مع بعضهما البعض (إذا كان أحد المتحولين فوق قيمته المتوقعة، فإن الآخر أيضاً يكون فوق قيمته المتوقعة)، وعلى العكس فتكون قيمة التغاير سالبة عندما يكون أحد المتغيرين فوق قيمته المتوقعة بينما الآخر يكون دونها.

## تعريف
يعرف التغاير بين متغيرين عشوائيين X وY، لهما قيمة متوقعة {\displaystyle \scriptstyle E(X)\,=\,\mu } و {\displaystyle \scriptstyle E(Y)\,=\,\nu } على الشكل التالي:
{\displaystyle \operatorname {Cov} (X,Y)=\operatorname {E} ((X-\mu )(Y-\nu )),\,}
حيث E هي دالة القيمة المتوقعة. من الممكن إعادة كتابة الصيغة السابقة بالشكل:
{\displaystyle \operatorname {Cov} (X,Y)=\operatorname {E} (X\cdot Y-\mu Y-\nu X+\mu \nu ),\,}
{\displaystyle \operatorname {Cov} (X,Y)=\operatorname {E} (X\cdot Y)-\mu \operatorname {E} (Y)-\nu \operatorname {E} (X)+\mu \nu ,\,}
{\displaystyle \operatorname {Cov} (X,Y)=\operatorname {E} (X\cdot Y)-\mu \nu .\,}
يطلق على المتحولات العشوائية التي يكون التغاير لها مساوياً للصفر اسم متحولات غير مترابطة.
إذا كان المتحولان X وY مستقلان، يكون تغايرهما مساوياً للصفر، وذلك لأنه بسبب استقلالهما يكون:
{\displaystyle E(X\cdot Y)=E(X)\cdot E(Y)=\mu \nu .}
وبالعودة لصيغة التغاير في الأعلى والتعويض فيها نجد:
{\displaystyle \operatorname {Cov} (X,Y)=\mu \nu -\mu \nu =0.}
إن عكس العبارة السابقة ليس بالضرورة أن يكون صحيح دائماً. حيث يوجد الكثير من أزواج المتحولات يكون بينها قيمة التغاير صفر إلا أنها ليست مستقلة.
يقاس التغاير بوحدة قياس تكون هي واحدة X مضروبة بواحدة Y. وعلى سبيل المقارنة فإن ارتباط|الارتباط Correlation الذي يعتمد على التغاير هو كمية لا بعدية لمقدار الاستقلال الخطي.

## مثال
ليكن المتغيران العشوائيان {\displaystyle X} و {\displaystyle Y} have following joint probability mass function ‏, حيث ست خانات تعطين الاحتمالات المتقطعة {\displaystyle f(x,y)} ل six hypothetical realizations {\displaystyle (x,y)\in S=\left\{(1,1),(1,2),(1,3),(2,1),(2,2),(2,3)\right\}}:
|   |                          |     | y   |     |                          |
|   | {\displaystyle f(x,y)}   | 1   | 2   | 3   | {\displaystyle f_{X}(x)} |
| - | ------------------------ | --- | --- | --- | ------------------------ |
|   | 1                        | 1/4 | 1/4 | 0   | 1/2                      |
| x | 2                        | 0   | 1/4 | 1/4 | 1/2                      |
|   | {\displaystyle f_{Y}(y)} | 1/4 | 1/2 | 1/4 | 1                        |

{\displaystyle X} can take on two values (1 و 2) while {\displaystyle Y} can take on three (1, 2, و 3). Their means are {\displaystyle \mu _{X}=3/2} و {\displaystyle \mu _{Y}=2.} population الانحراف المعياري ل {\displaystyle X} و {\displaystyle Y} are {\displaystyle \sigma _{X}=1/2} و {\displaystyle \sigma _{Y}={\sqrt {1/2}}.} إذن:
{\displaystyle {\begin{aligned}&\operatorname {cov} (X,Y)=\sigma _{XY}=\sum _{(x,y)\in S}f(x,y)(x-\mu _{X})(y-\mu _{Y})\\={}&\left({\frac {1}{4}}\right)\left(1-{\frac {3}{2}}\right)(1-2)+\left({\frac {1}{4}}\right)\left(1-{\frac {3}{2}}\right)(2-2)\\&{}+(0)\left(1-{\frac {3}{2}}\right)(3-2)+(0)\left(2-{\frac {3}{2}}\right)(1-2)\\&{}+\left({\frac {1}{4}}\right)\left(2-{\frac {3}{2}}\right)(2-2)+\left({\frac {1}{4}}\right)\left(2-{\frac {3}{2}}\right)(3-2)\\={}&{\frac {1}{4}}.\end{aligned}}}

## خصائص
إذا كانت المتحولات X، Y، W وV هي متغيرات عشوائية ذات قيم حقيقية وكانت a، b، c، d هي ثوابت (في هذا السياق فإن ثوابت تعني أنها ليست عشوائية)، عندها تكون الحقائق التالية محققة في تعريف التغاير:
{\displaystyle \operatorname {Cov} (X,a)=0\,}
{\displaystyle \operatorname {Cov} (X,X)=\operatorname {Var} (X)\,}
{\displaystyle \operatorname {Cov} (X,Y)=\operatorname {Cov} (Y,X)\,}
{\displaystyle \operatorname {Cov} (aX,bY)=ab\,\operatorname {Cov} (X,Y)\,}
{\displaystyle \operatorname {Cov} (X+a,Y+b)=\operatorname {Cov} (X,Y)\,}
{\displaystyle \operatorname {Cov} (aX+bY,cW+dV)=ac\,\operatorname {Cov} (X,W)+ad\,\operatorname {Cov} (X,V)+bc\,\operatorname {Cov} (Y,W)+bd\,\operatorname {Cov} (Y,V)\,}
ومن أجل سلسلة X1,..., Xn وY1,..., Ym من المتغيرات العشوائية، يكون لدينا:
{\displaystyle \operatorname {Cov} \left(\sum _{i=1}^{n}{X_{i}},\sum _{j=1}^{m}{Y_{j}}\right)=\sum _{i=1}^{n}{\sum _{j=1}^{m}{\operatorname {Cov} \left(X_{i},Y_{j}\right)}}.\,}
ومن أجل سلسلة من المتغيرات العشوائية يكون لدينا:
{\displaystyle \operatorname {Var} \left(\sum _{i=1}^{n}X_{i}\right)=\sum _{i=1}^{n}\operatorname {Var} (X_{i})+2\sum _{i,j\,:\,i<j}\operatorname {Cov} (X_{i},X_{j}).}

### التغاير التزايدي
من الممكن حساب التغاير بكفاءة عالية من القيم المتزايدة المتوافرة باستخدام تعميم للصيغة الحسابية للتباين
{\displaystyle \operatorname {Cov} (X_{i},X_{j})=\operatorname {E} \left((X_{i}-\operatorname {E} (X_{i}))(X_{j}-\operatorname {E} (X_{j}))\right)=\operatorname {E} (X_{i}X_{j})-\operatorname {E} (X_{i})\operatorname {E} (X_{j})}

## مصفوفة، ومعامل، والصيغة الخطية الثنائية التغاير
يعرف التغاير من أجل متحولين مصفوفة متجه عمودي X وY بالنسبة إلى قيمتاهما المتوقعة μ وν والعناصر السلمية الموافقة m وn على أنه مصفوفة ذات حجم m×n تسمى مصفوفة التغاير وتعطى على الشكل:
{\displaystyle \operatorname {Cov} (X,Y)=\operatorname {E} ((X-\mu )(Y-\nu )^{\top }).\,}
بشكل عام، ومن أجل مقياس الاحتمال P في فضاء هلبرت H بجداء داخلي {\displaystyle \langle \cdot ,\cdot \rangle } يكون تغاير P من الشكل الخطي الثنائي (bilinear)Cov: H × H → H معطاً بالعلاقة:
{\displaystyle \mathrm {Cov} (x,y)=\int _{H}\langle x,z\rangle \langle y,z\rangle \,\mathrm {d} \mathbf {P} (z)}
من أجل جميع x وy في H. عندها يعرف معامل التغاير C بالعلاقة:
{\displaystyle \mathrm {Cov} (x,y)=\langle Cx,y\rangle }

## وصلات خارجية
- التغاير على ماثوورد